# Xolographie
Die Xolographie basiert auf der Kreuzung von Lichtstrahlen zweier unterschiedlicher Wellenlängen in Kombination mit einem Zwei-Wellenlängen-Photoinitiator, mit dem Strukturen in das Volumen eines Ausgangsmaterials geschrieben werden. Eine Anwendung der Technologie ist der volumetrische 3D-Druck.

## Grundlagen

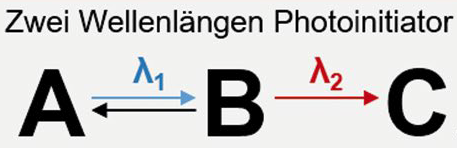
Reaktionsschema

Für den Schreibprozess muss das Ausgangsmaterial, dem der Zwei-Wellenlängen-Photoinitiator beigemischt wird, für beide einzustrahlende Wellenlängen ausreichend transparent sein. Durch Absorbieren eines Photons der ersten Wellenlänge λ1 wird der Photoinitiator aus einem inaktiven Ausgangszustand A in einen Zwischenzustand B überführt. In diesem aktivierten Zwischenzustand B absorbiert der Photoinitiator ein Photon der zweiten Wellenlänge λ2, welches ihn in den reaktiven Zustand C überführt. Somit wird die gewünschte Reaktion genau im Schnittpunkt beider Wellenlängen im Volumen des Ausgangsmaterials ausgelöst. Wird keine zweite Wellenlänge eingestrahlt, findet eine thermische (oder auch durch eine dritte Wellenlänge lichtgetriebene) Rückreaktion der Photoinitiatoren vom aktivierten Zwischenzustand B zum inaktiven Ausgangszustand A statt.
Durch kontinuierliche Veränderung des Überlagerungsbereichs der sich kreuzenden (x) Lichtstrahlen wird das gesamte (holo) 3D-Objekt in das Volumen des Ausgangsmaterials geschrieben (graphie). Daraus leitet sich der Name Xolographie ab.
Da der reaktive Zustand C unterschiedliche Aufgaben erfüllen kann, sind verschiedene Anwendungsgebiete adressierbar: die Aushärtung von flüssigen Ausgangsmaterialien für den 3D-Druck, Materialmodifikationen für Speicher- und Sensorik-Applikationen, die Lichtemission für den Aufbau von 3D-Displays sowie die zeitlich-räumliche Kontrolle von biologischen Prozessen direkt in lebenden Zellen.

## Volumetrischer 3D-Druck
Die Xolographie bildet die Grundlage für ein volumetrisches 3D-Druckverfahren, bei dem Objekte im freien Volumen eines polymerisierbaren Ausgangsmaterials unter Zusatz eines Zwei-Wellenlängen Photoinitiators erzeugt werden.

### Zwei-Wellenlängen Photoinitiator

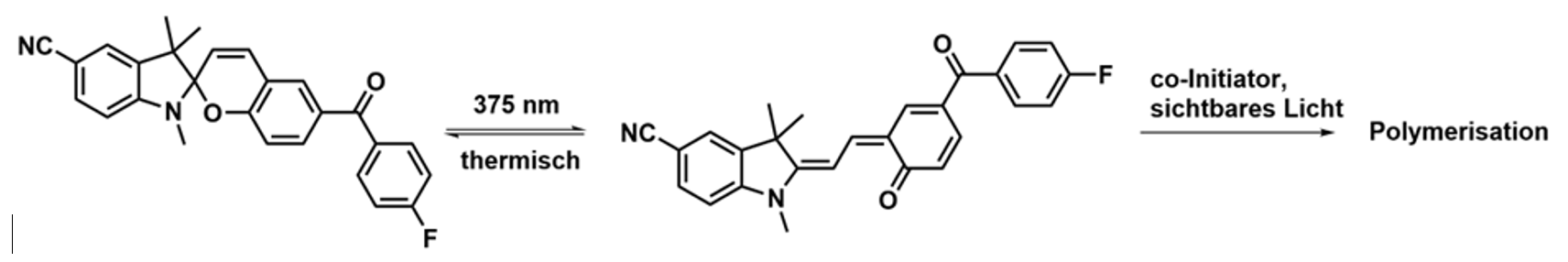
Photoschaltbarer Photoinitiator

Der Zwei-Wellenlängen Photoinitiator löst eine lokal begrenzte Polymerisation nur am Ort der Überlagerung beider Anregungswellenlängen aus. Ein solches Verhalten lässt sich durch die Kombination einer photoinitiierenden mit einer photoschaltenden Einheit erzeugen. Eine Realisierungsvariante besteht in der Integration eines Benzophenon-Photoinitiators in einen Spiropyran-Photoschalter (siehe Bild „Photoschaltbarer Photoinitiator.“).
Das Spiropyran wird durch Absorption von UV-Licht (im Beispiel 375 nm) von seinem inaktiven Ausgangszustand in einen aktivierten Zwischenzustand, das Merocyanin, überführt. Das veränderte Absorptionsspektrum ermöglicht die Absorption von Licht einer zweiten Wellenlänge im sichtbaren Spektrum. In Folge bildet die im Molekül eingebettete Benzophenon-Struktur in Gegenwart eines geeigneten Coinitiators reaktive Radikalspezies, wodurch die Polymerisation gestartet wird. Der aktivierte Zwischenzustand kann thermisch zum inaktiven Ausgangszustand relaxieren, sobald das UV-Licht der ersten Wellenlänge nicht mehr in das betreffende Volumen eingestrahlt wird. Dadurch kommt es nur in den Bereichen zu einer Polymerisation, in denen gleichzeitig Licht beider Wellenlängen vorliegt.

### Verfahren

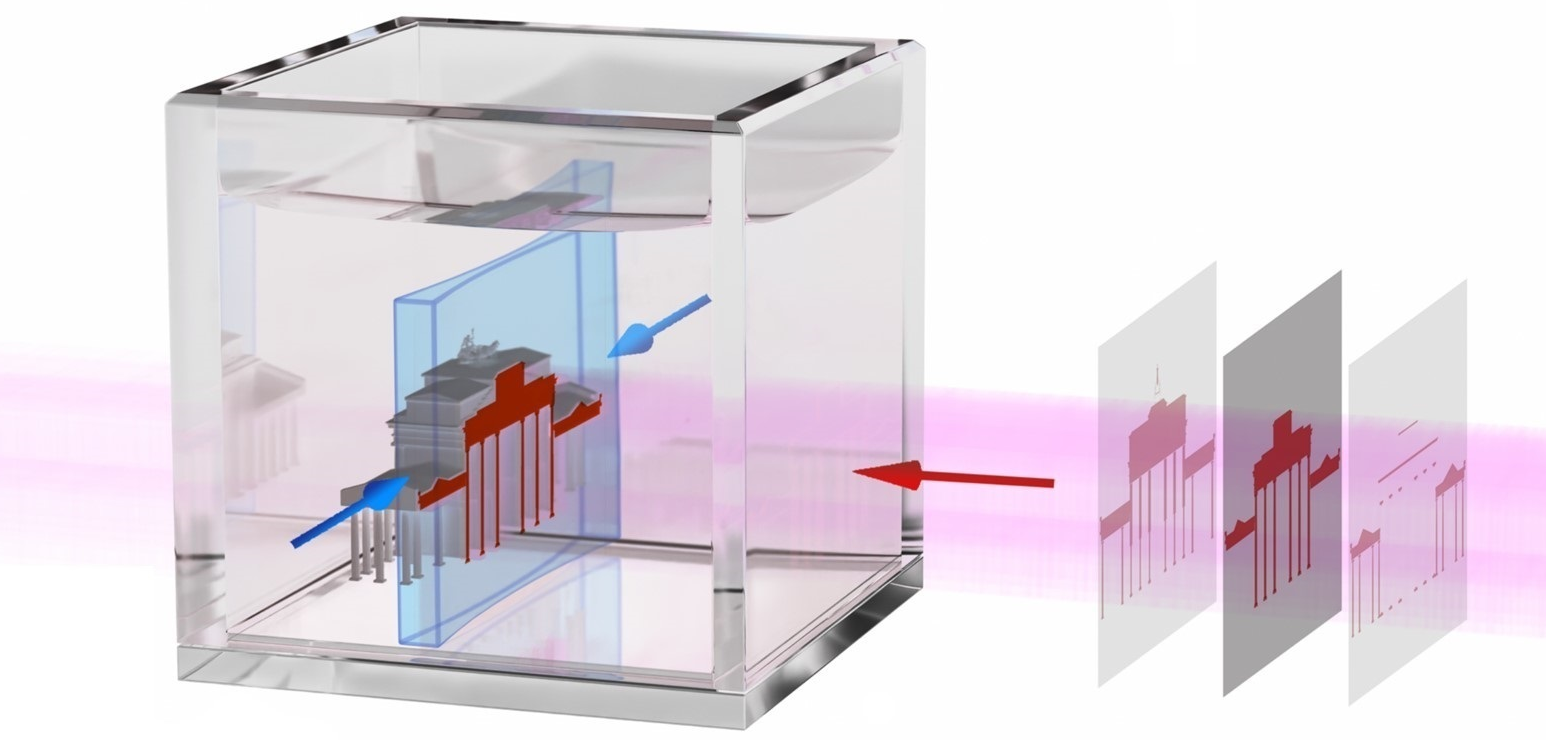
Optischer Schreibprozess der Xolographie

Ein mit dem Monomergemisch sowie dem Zwei-Wellenlängen Photoinitiator gefülltes transparentes Gefäß wird mit einem Lichtschnitt der ersten Wellenlänge λ1 bestrahlt, wodurch eine schmale Druckzone definiert wird. Auf diesen Lichtschnitt wird orthogonal ein Bild mit der zweiten Wellenlänge λ2 projiziert, welches die Volumenpunkte in der Zone definiert, an denen die Polymerisation ausgelöst wird. Die Bewegung des Gefäßes durch die Druckzone bei gleichzeitiger Einstrahlung von 2D-Schichtprojektionen ermöglicht die Aushärtung eines 3D-Objekts in der Mischung. Das Verfahren erlaubt das Aushärten beliebig komplexer Formen, die nicht zwingend physisch miteinander verbunden sein müssen. Durch die thermische Rückreaktion des Initiators werden Bereiche hinter der Druckzone durch das Licht der zweiten Wellenlänge nicht ausgehärtet.

### Materialien
In der Xolographie werden verschiedene, meist acrylatbasierte Materialien genutzt. Es können sowohl harte als auch weiche Objekte hergestellt werden, da letztere vom umgebenden Ausgangsmaterial stabilisiert werden. Obwohl sich theoretisch jedes photopolymerisierbare Material eignet, spielen folgende Kriterien eine entscheidende Rolle bei der Materialauswahl:
Optische Transparenz bei beiden Wellenlängen. Entsprechend dem Lambert-Beerschen Gesetz, nimmt die Intensität des Lichtschnitts mit größerer Eindringtiefe ab. Dies kann durch die Überlagerung von mehreren Einstrahlrichtungen zum Teil kompensiert werden. Eine hohe Transparenz bei der ersten Wellenlänge λ1 führt zu einem homogenen Lichtschnitt und damit zu einer gleichmäßigen Aushärtung in der Druckzone.
Viskosität und Schrumpf. Während des Aushärtens erhöht sich typischerweise die Dichte des gedruckten Objekts. Um das dadurch bedingte gravitative Absinken während des Druckprozesses zu mindern, werden vorwiegend hochviskose Mischungen von Monomeren, die geringen Schrumpf aufweisen, verwendet.

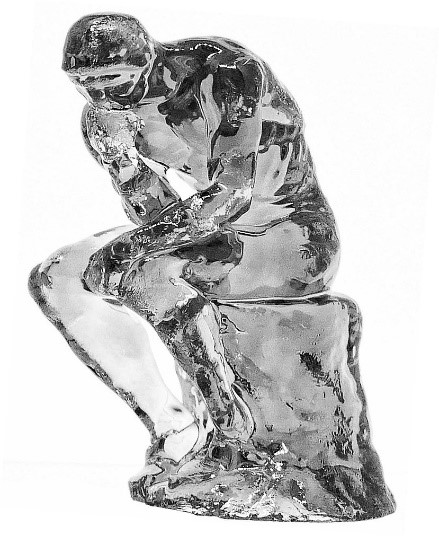
Durch volumetrischen 3D-Druck mittels Xolographie hergestelltes Objekt

### Lichtschnitt und optische Auflösung
Für die Erzeugung des Lichtschnitts werden Laser verwendet, wobei die erste Anregungswellenlänge λ1 abhängig von der langwelligen Absorptionsbande des Photoinitiators im inaktiven Ausgangszustand ist. Die Einstrahlung des Schichtbildes erfolgt mit der zweiten Wellenlänge λ2 typischerweise unter Nutzung eines Projektors. Die optische Auflösung ist abhängig von der Größe des Bauraums, für zentimetergroße Objekte werden aktuell Auflösungen im Mikrometerbereich erzielt.

### Vorteile
Der volumetrische Druck erlaubt zentimetergroße Objekte unterhalb von einer Minute zu erzeugen. Die Verwendung von viskosen Ausgangsmaterialien ermöglicht es, freischwebende Objekte ohne Stützstrukturen herzustellen. Auch Teile mit integrierten mechanischen Funktionen können auf diese Weise erzeugt werden, da die Strukturen voneinander getrennt bleiben. Durch die kontinuierliche Bewegung der Druckzone durch das Ausgangsmaterial zeichnen sich die erzeugten Objekte durch eine hohe Materialhomogenität und glatte Oberflächen aus.